# San Ignacio (Paraguay)
San Ignacio Guasú, o più brevemente San Ignacio, è una città del Paraguay, nel dipartimento di Misiones, di cui costituisce il centro più popolato ma non il capoluogo. La città dista 225 km dalla capitale del paese, Asunción.

## Popolazione
Al censimento del 2002 la città contava una popolazione urbana di 13.716 abitanti (24.003 nel distretto).

## Storia
La città fu fondata il 29 dicembre 1609 dai sacerdoti gesuiti Marcial de Lorenzana e Francisco de San Martín, con l'aiuto del capo indigeno Arapysandú. Dopo l'arrivo del missionario Roque González de Santa Cruz, in seguito canonizzato, San Ignacio Guasú divenne il perno di tutto il sistema delle riduzioni gesuite della zona: da qui i padri gesuiti partirono per fondare le altre “riduzioni” tra gli attuali Paraguay, Argentina e Brasile. Per distinguerla dalla riduzione di San Ignacio Miní, oggi in territorio argentino, fu chiamata “San Ignacio Guasú” (guasú significa "grande" in lingua guaraní) in onore al fondatore della Compagnia di Gesù, Ignazio di Loyola.

## Infrastrutture e trasporti
San Ignacio è situata all'intersezione tra la strada nazionale 1, che unisce Asunción con il sud del Paese e l'Argentina, e la strada nazionale 4, principale via d'accesso al dipartimento di Ñeembucú.